# Ускорайт, Ханс Георг
Ханс Георг Ускорайт (нем. Hans-Georg Uszkoreit; 17 марта 1926, Рагнит, Восточная Пруссия — 2011) — музыкальный функционер ГДР.

## Биография
В 1943—1944 годах изучал музыковедение и орган в Кёнигсбергском университете. Затем был призван на фронт и спустя несколько месяцев попал в советский плен, на протяжении четырёх лет находился в лагерях для военнопленных в Бресте, Минске, Талицах (Ивановская область), где прошёл два специальных курса идеологической индоктринации. В декабре 1948 года был освобождён и отправлен в ГДР, где уже в следующем году был назначен секретарём комитета Социалистической единой партии Германии в Ростокском университете.
В 1951 году Ускорайт был назначен старшим референтом отдела музыки в Государственной комиссии по вопросам культуры, на рубеже 1953—1954 годов преобразованной в Министерство культуры ГДР. В 1957—1961 годах Ускорайт возглавлял в министерстве Главное управление музыки. В его обязанности входил, в частности, контроль за репертуаром проходивших в ГДР концертов. В анналах истории остался распространённый Ускорайтом в связи с подготовкой музыкальных коллективов ГДР к участию в Фестивале молодёжи и студентов в Москве (1957) циркуляр о том, что использование молодыми музыкантами в качестве инструментов стиральной доски и других предметов быта является, конечно, признаком дурного вкуса и погони за дешёвыми эффектами, но не требует партийно-государственного вмешательства. В 1957 году Ускорайт защитил диссертацию «Образовательные и культурно-просветительские проблемы составления музыкальных программ» (нем. Volksbildende und kulturfördernde Probleme der musikalischen Programmgestaltung).
В 1961—1963 годах работал в государственном концерне VEB Deutsche Schallplatten, занимавшемся выпуском граммпластинок, затем (до 1968 года) — ректор Дрезденской Высшей школы музыки имени Карла Марии фон Вебера, преподавал историю музыки. После этого вернулся в VEB Deutsche Schallplatten, руководил отделом записей классической музыки (серия Eterna).
В 1975 году во время служебной командировки в Мюнхен остался в Западной Германии. Преподавал в Народном университете в городе Шверте. В 1989 году вышел на пенсию. В качестве хобби занимается записью классической музыки в MIDI формате: на личной странице Ускорайта представлены выполненные им записи произведений Моцарта, Бортнянского и Евстигнея Фомина.